# ضربة استباقية
الضربة الاستباقية هي حرب بدأت في محاولة لصد أو هزيمة هجوم وشيك أو غزو متوقع، أو لاكتساب ميزة إستراتيجية في حرب وشيكة (يُزعم أنه لا مفر منها) قبل وقت قصير من حدوث ذلك الهجوم. إنها حرب استباقية «تحطم السلام». يعرف أهل السياسة «الضربة الاستباقية» بأنها «التحول من الرد على هجوم فعلي إلى المبادرة بالهجوم لمنع هجوم محتمل، خاصة إذا تمكنت أجهزة الدولة من اكتشاف نوايا مبكرة بالهجوم لدى الخصم بغض النظر عن مظاهر هذه النوايا».
أحيانًا ما يتم خلط مصطلح «الضربة الاستباقية» مع مصطلح «الحرب الوقائية». الفرق هو أنه يتم شن حرب وقائية لدحض التهديد المحتمل للطرف المستهدف، عندما لا يكون هجوم ذلك الطرف وشيكًا أو معروفًا بالتخطيط له. يتم شن حرب وقائية تحسبا للعدوان الفوري من قبل طرف آخر. ويعني ذلك وجود تداخل بين الضربتين؛ فإذا كانت الضربة الوقائية تعتمد على النوايا المحتملة لدى الخصم، فإن الضربة الاستباقية تأتي لمباغتة الخصم قبل المبادرة ببدء الحرب.  
لا يسمح ميثاق الأمم المتحدة ببدء النزاع المسلح: وهو أول من «يخرق السلام» في حالة عدم حدوث «هجوم مسلح» حتى الآن، ما لم يصرح به مجلس الأمن الدولي. ادعى بعض المؤلفين أنه عندما يبدو أن خصمًا بدا أنه بدأ الاستعدادات المؤكدة لهجوم مستقبلي محتمل، ولكنه لم يهاجم بالفعل، أن الهجوم قد «بدأ بالفعل»، لكن هذا الرأي لم تؤيده الأمم المتحدة. 
الهجوم الياباني على ميناء «بيرل هاربر» الأميركي عام 1941، والعدوان الثلاثي على مصر عام 1956. و«الضربة الاستباقية» التي بدأت الكتابات الأكاديمية الغربية والعربية تروج لها كنسق جديد في العلاقات الدولية أو كنظرية ذات مواصفات معينة، اتخذت اليوم صفة «مبدأ بوش» أو «سياسة المحافظين الجدد» في العلاقات الدولية. لقد أظهر فريق الرئيس الأميركي السابق بوش قدرة ملحوظة على مباغتة الرأي العام الدولي بأجندته السياسية، مستفيدا من حالة الارتباك التي صاحبت أحداث الحادي عشر من سبتمبر، ومهيئا الأجواء لتقبل مبدأ «الحرب الوقائية».

## نظرية وممارسةالضربة الاستباقية

### قبل الحرب العالمية الأولى
في وقت مبكر من عام 1625، وصف هوغو جروتيوس حق الدولة في الدفاع عن النفس بتضمين الحق في منع أي هجوم بالقوة. في عام 1685، نفذت الحكومة الاسكتلندية ضربة استباقية ضد عشيرة كامبل، التي تسمى أرجيل ويجز. في عام 1837، تم إنشاء سابقة قانونية معينة فيما يتعلق بالحروب الوقائية في قضية كارولين عندما عبرت القوات البريطانية في كندا حدود الولايات المتحدة وقتلت عدة متمردين كنديين ومواطن أمريكي واحد كانوا يستعدون لشن هجوم على البريطانيين في كندا. رفضت الولايات المتحدة الأساس القانوني لقضية كارولين. في عام 1842، قال وزير الخارجية الأمريكي دانييل ويبستر إن ضرورة رد الفعل يجب أن تكون «فورية، ساحقة، ولا تترك خيارًا للوسائل، ولا توجد لحظة للتداول». هذه الصيغة جزء من اختبار كارولين، الذي «يُستشهد به على نطاق واسع على أنه يتضمن معيار القانون العرفي المناسب.» 

### الحرب العالمية الأولى (1914-1918)
جادل رئيس الأركان العامة النمساوية المجرية فرانز كونراد فون هتزيندورف لشن حرب استباقية ضد صربيا في عام 1913. كان لصربيا صورة قوة عدوانية وتوسعية وكان ينظر إليها على أنها تهديد للنمسا والمجر في البوسنة والهرسك. تم استخدام اغتيال الأرشيدوق فرانز فرديناند (يونيو 1914) كذريعة للنمسا والمجر لمهاجمة صربيا، مما أدى إلى الحرب العالمية الأولى.
خلال الحرب العالمية الأولى المدمرة والمكلفة، لأول مرة في التاريخ، بدأ التفكير في مفهوم «الحرب لإنهاء الحرب». كتعبير آخر عن هذا الأمل، عند انتهاء الحرب، تشكلت عصبة الأمم. كان هدفها الأساسي هو منع الحرب، حيث كان على جميع الموقعين أن يوافقوا على الكف عن بدء كل الحروب، سواء كانت وقائية أو غير ذلك. في النهاية وقعت جميع الدول المنتصرة الخارجة من الحرب العالمية الأولى على الاتفاقية، باستثناء الولايات المتحدة.

### فترة الحرب العالمية الثانية (1939-1945)
مرة أخرى، خلال الحرب العالمية الثانية الأكثر فتكًا، نوقش بشكل جدي أمل إنهاء الحرب بشكل نهائي (بما في ذلك الحرب الاستباقية). وأسفر هذا الحوار في نهاية المطاف عن إعادة إنشاء المنظمة الخلف للرابطة القديمة، وهي الأمم المتحدة. كما هو الحال مع العصبة، كان الهدف والأمل الرئيسي للأمم المتحدة الجديدة هو منع جميع الحروب (بما في ذلك الحروب الوقائية). على عكس العصبة السابقة، كانت المنظمة تحظى بدعم الولايات المتحدة.
عند تحليل المكونات العديدة للحرب العالمية الثانية، إذا اعتبر المرء حروبًا فردية منفصلة، فإن الهجمات المختلفة على دول محايدة سابقًا، يمكن اعتبار الهجمات على إيران والنرويج حروبًا وقائية.
في حالة النرويج، فإن الغزو الألماني للنرويج عام 1940 في محاكمات نورمبرغ عام 1946، جادلت نظرية الدفاع الألماني بأن ألمانيا «اضطرت إلى مهاجمة النرويج بسبب الحاجة إلى منع غزو الحلفاء، وبالتالي فإن تصرفها كان وقائيًا». كان الدفاع الألماني يشير إلى الخطة الرابعة وأسلافها. كانت النرويج حيوية بالنسبة لألمانيا باعتبارها طريق نقل لخام الحديد من السويد، وهو ما كانت بريطانيا مصممة على إيقافه. كانت إحدى الخطط البريطانية التي تم تبنيها هي المرور عبر النرويج واحتلال المدن في السويد.  تم طلب غزو الحلفاء في 12 مارس، واعترض الألمان على حركة المرور اللاسلكية في 14 مارس كموعد نهائي للتحضير. أوقف السلام في فنلندا خطط الحلفاء، لكن هتلر أصبح على حق، مقتنعًا بأن الحلفاء سيحاولون مرة أخرى، وأمر بعملية فيزروبونغ.
خطط الحلفاء الجديدة كانت Wilfred وPlan R 4. كانت الخطة لإثارة رد فعل ألماني عن طريق زرع ألغام في المياه النرويجية، وبمجرد أن أظهرت ألمانيا علامات على اتخاذ إجراءات، ستحتل القوات البريطانية نارفيك وتروندهايم وبيرغن وتشن غارة على ستافنجر لتدمير مطار سولا. ومع ذلك، «لم يتم زرع الألغام حتى صباح يوم 8 أبريل، وفي ذلك الوقت كانت السفن الألمانية تتقدم فوق الساحل النرويجي». ومع ذلك قررت المحكمة العسكرية الدولية في نورمبرغ أنه لا يوجد أي غزو لقوات الحلفاء وشيك، وبالتالي رفضت الحجة الألمانية بأن ألمانيا كان يحق لها مهاجمة النرويج.
في حالة إيران، التي غزت فيها القوات السوفيتية والبريطانية هذا البلد على نحو استباقي، انظر الغزو الإنجليزي السوفيتي لإيران.

### 1967 الحرب العربية الإسرائيلية (حرب الأيام الستة)

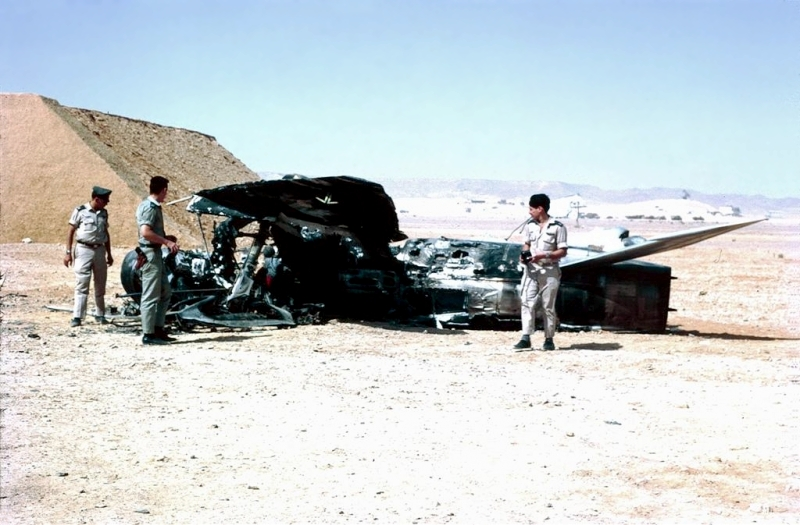
أفراد القوات الجوية الإسرائيلية يتفقدون حطام طائرة مصرية أسقطت فوق سيناء خلال حرب الأيام الستة.

تدمج إسرائيل الحرب الوقائية في عقيدتها الإستراتيجية من أجل الحفاظ على موقف رادع، يعتمد على افتقاره إلى العمق الاستراتيجي.   حرب الأيام الستة، التي بدأت عندما شنت إسرائيل هجومًا ناجحًا على مصر في 5 يونيو 1967، تم وصفها على نطاق واسع بأنها حرب استباقية     وهي، وفقًا وزارة خارجية الولايات المتحدة، «ربما المثال الأكثر استشهاداً [للإجراء الوقائي]». وأشار آخرون بدلاً من ذلك إلى أنها حرب وقائية. وقد أشار البعض إلى الحرب على أنها «دفاع دفاعي عن النفس». وفقًا لهذا الرأي، قد لا تعتبر أي خطوة مصرية هجومًا مسلحًا، ولكن تصرفات مصر الجماعية أوضحت أنها عازمة على الهجوم المسلح ضد إسرائيل. ادعى أحد الأكاديميين أن الهجوم الإسرائيلي لم يكن مسموحًا به بموجب اختبار كارولين، لأنه لم يكن هناك تهديد كبير لبقاء إسرائيل.

### 2003 الحرب الأمريكية العراقية
اكتسبت مبدأ الاستباق اهتمامًا متجددًا بعد الغزو الأمريكي للعراق. ادعت إدارة بوش أنه كان من الضروري التدخل لمنع صدام حسين من نشر أسلحة الدمار الشامل. في ذلك الوقت، ادعى صناع القرار الأمريكيون أن أسلحة الدمار الشامل التي يمتلكها صدام قد أعطيت للجماعات الإرهابية، وزعموا أن أمن الأمة كان في خطر كبير. أصدر الكونجرس قراره المشترك في أكتوبر 2002، الذي سمح للرئيس باستخدام القوة العسكرية ضد نظام صدام حسين. ومع ذلك، أكدت لجنة الاستخبارات العراقية في تقريرها لعام 2005 أنه لا توجد أسلحة نووية أو قدرات أسلحة بيولوجية. شكك العديد من النقاد في النية الحقيقية لإدارة بوش لغزو العراق، على أساس إمكانية الانتقام من الهجمات الإرهابية التي وقعت في 11 سبتمبر 2001. لا يزال من غير الواضح ما إذا كان الغزو الأمريكي للعراق مبررًا قانونيًا، وما المكاسب التي حققتها الولايات المتحدة، إن وجدت، نتيجة الحرب.  

#### حجج للحرب الاستباقية قدمت خلال إدارة بوش

##### أربعة عناصر أريكة
حدد الباحث أبراهام د. سوفير أربعة عناصر أساسية لتبرير الحرب: 
1. طبيعة وحجم التهديد المعني؛
2. احتمال أن يتحقق التهديد ما لم يتم اتخاذ إجراء وقائي؛
3. توافر واستنفاد بدائل استخدام القوة؛ و
4. ما إذا كان استخدام القوة الوقائية يتوافق مع أحكام ميثاق الأمم المتحدة وأغراضه والاتفاقيات الدولية الأخرى السارية.

##### عناصر والزر الثلاثة
تبنى البروفيسور مارك ر. أمستوتز (نقلاً عن مايكل والتزر) مجموعة معايير متشابهة ولكنها متنوعة قليلاً ولاحظ ثلاثة عوامل عند تقييم تبرير الحرب الوقائية.
1. وجود نية؛
2. القيام باستعدادات عسكرية تزيد من مستوى الخطر؛ و
3. الحاجة إلى التصرف على الفور بسبب درجة عالية من المخاطرة.

### فترة إدارة ما بعد بوش (2009 حتى الآن)
بعد رحيل إدارة بوش، تبنت إدارة أوباما وواصلت العديد من سياسات مذهب بوش.